# 井口在屋

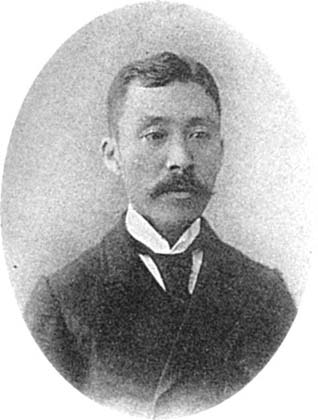
井口在屋

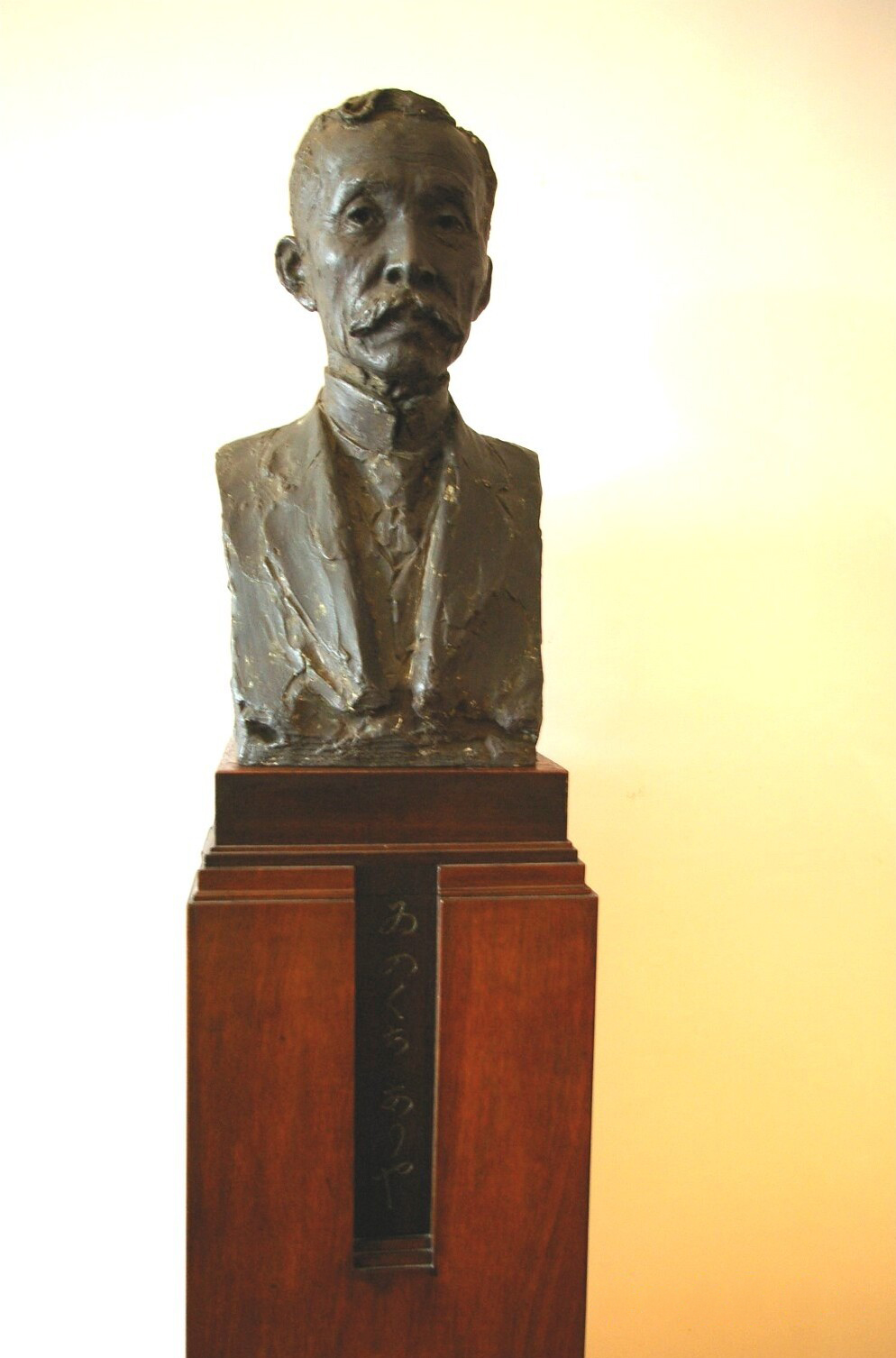
井口在屋の胸像（東京大学）

井口 在屋（いのくち ありや、安政3年10月30日（1856年11月27日） - 大正12年（1923年）3月25日）は、石川県金沢市出身の機械工学者。東京帝国大学教授。荏原製作所の創業者の一人。

## 経歴
1856年（安政3年）加賀（現在の金沢市）に生まれる。1882年（明治15年）に工部大学校機械科第4期を首席で卒業し、工部大学校助教授、その後は海軍機関学校、海軍大学校の教官を歴任した。1894年（明治27年）にヨーロッパ留学し、1896年（明治29年）に帝国大学教授となる。1897年（明治30年）に日本機械学会を設立、1899年（明治32年）に工学博士となる。1905年（明治38年）に「渦巻ポンプの研究」を発表、1909年（明治42年）には帝国学士院会員となる。工手学校（現工学院大学）の設立に参加。
1912年（明治45/大正元年）に畠山一清と共同でゐのくち式機械事務所（現在の荏原製作所）を創業、1914年1月29日（大正3年）には流体機械の改良に関する特許を取得し（特許25361号）、「ゐのくち式渦巻ポンプ」を実用化した。このポンプは一般社団法人日本機械学会により、機械遺産に認定された（第9号 2007年8月認定）。

## 栄典
位階
- 1891年（明治24年）12月21日 - 従七位[4]
- 1896年（明治29年）10月30日 - 正七位[5]
- 1905年（明治38年）8月30日 - 正五位[6]
- 1915年（大正4年）12月10日 - 正四位[7]

勲章
- 1906年（明治39年）6月30日 - 勲四等瑞宝章[8]
- 1910年（明治43年）6月24日 - 勲三等瑞宝章[9]

## 親族
- 父・井口犀川（嘉一郎、済、1812-1884） ‐儒者。井口家は代々加賀藩の持筒足軽を世襲したが、犀川が昌平黌の儒官安井息軒らの学僕となり、33歳で浜松藩校「誠堂館」の儒官に就任、帰郷後の1865年に加賀藩家老・横山三左衛門家の儒官として50石扶持で召しかかえられ、明治維新の際士分となった。藩校の儒官、明治政府の徴士、藩知事前田慶寧の議衆兼待講などを歴任し、石川県師範学校などの教諭を務めた。[10][11]
- 母・吋  ‐ 西源寺僧侶沢知覚の娘[11]
- 妻・井口たす (1865-) ‐ 麻生武平長女。在屋が海軍機関学校教官時代に武平の直属の部下になったのが縁で1885年に結婚し、三児を儲けた。[11]
- 長男・井口春久 (1886-) ‐ 三菱造船を経て理化学研究所の主任研究員。東京帝国大学工科大学機械工学科卒。 [11][12]
  - 春久長男・井口昌平 ‐ 東京大学教授（工学博士）
  - 春久二男・井口道生（1933-2009） ‐アルゴンヌ国立研究所物理部名誉主任研究員。岳父に第6代東京警察病院院長の大森清一。[13][14]
- 二男・井口常雄 (1888-) ‐ 東京大学船舶工学科教授を経て静岡大学学長。東京帝国大学工科大学造船学科卒。妻の道は平井晴二郎の姪。[11][15]
- 三男・井口武英 (1894-) ‐ 旭硝子技師、荏原製作所監査役。岳父に麻生二郎（母たすの妹の夫）[11]